# W imię...
W imię... é um filme de drama polonês de 2013 dirigido e escrito por Małgorzata Szumowska. Estrelado por Andrzej Chyra, estreou no Festival Internacional de Cinema de Berlim em 8 de fevereiro.

## Elenco
- Andrzej Chyra - Adam
- Mateusz Kosciukiewicz - "Dynia" Lukasz
- Maria Maj - mãe de Dynia
- Maja Ostaszewska - Ewa
- Tomasz Schuchardt - "Blondi"
- Lukasz Simlat - marido de Ewa